# Российско-угандийские отношения
Российско-угандийские отношения — двусторонние дипломатические отношения между Россией и Угандой. Дипломатические отношения были установлены 13 октября 1962 года. В 1992 году Уганда признала Российскую Федерацию в качестве правопреемника Советского Союза. У России есть посольство в Кампале, а Уганда имеет посольство в Москве.

## Российско-угандийские отношения

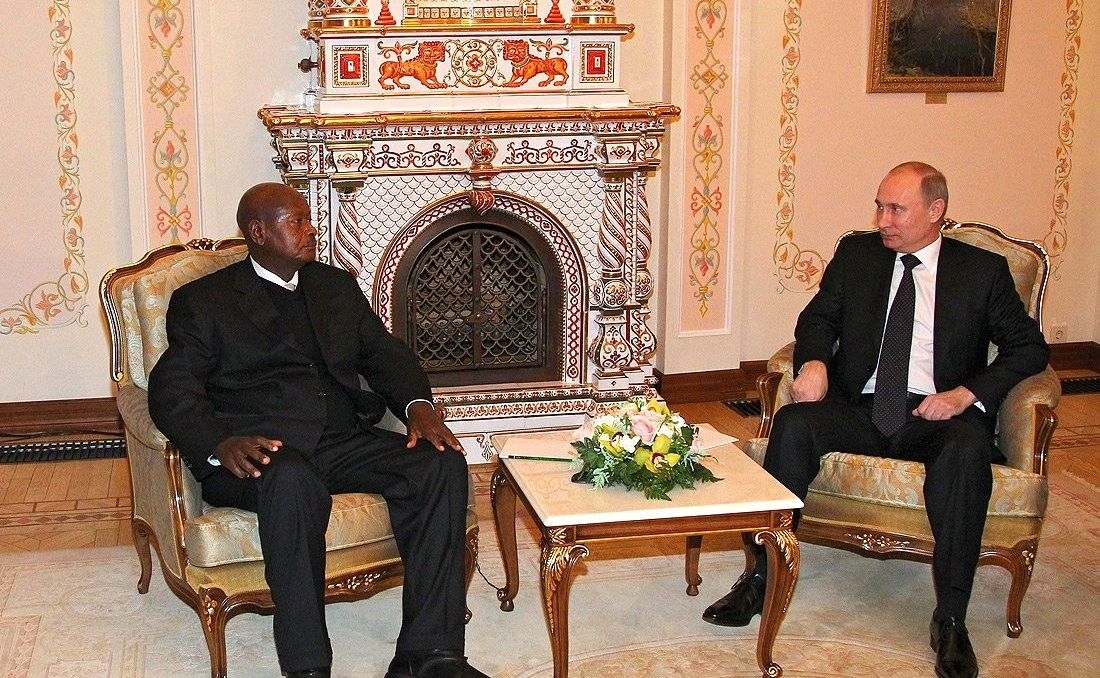
Встреча Президента России Владимира Путина с Президентом Уганды Йовери Мусевени, 2012 год

В декабре 2012 года Президент Уганды Йовери Кагута Мусевени посетил Россию с официальным визитом, в ходе которого состоялись его переговоры с Президентом Российской Федерации Владимиром Путиным.
В мае 2014 г. в Москве прошли переговоры министра иностранных дел РФ Сергея Лаврова с коллегой Сэмом Кутесой, посетившим Россию с рабочим визитом.
Внешнеторговый оборот между Россией и Угандой по итогам 2010 года, составил 49 млн. долларов США.
В Уганде есть представительство Казанского вертолётного завода с группой российских специалистов по эксплуатации и обслуживанию вертолётов.
Чрезвычайный и полномочный посол Российской Федерации в Республике Уганда — Семиволос Владлен Станиславович с 2021 года.
Чрезвычайный и Полномочный Посол Республики Уганда в Российской Федерации — Мозес Каваалууко Кизиге (с 2022 года).